# کانتن‌لوتگبن
کانتن‌لوتگبن (به آلمانی: Kaltenleutgeben) یک منطقهٔ مسکونی در اتریش است که در ناحیه مودلینگ واقع شده‌است. کانتن‌لوتگبن ۲٬۹۹۸ نفر جمعیت دارد.